# Krista Siegfrids

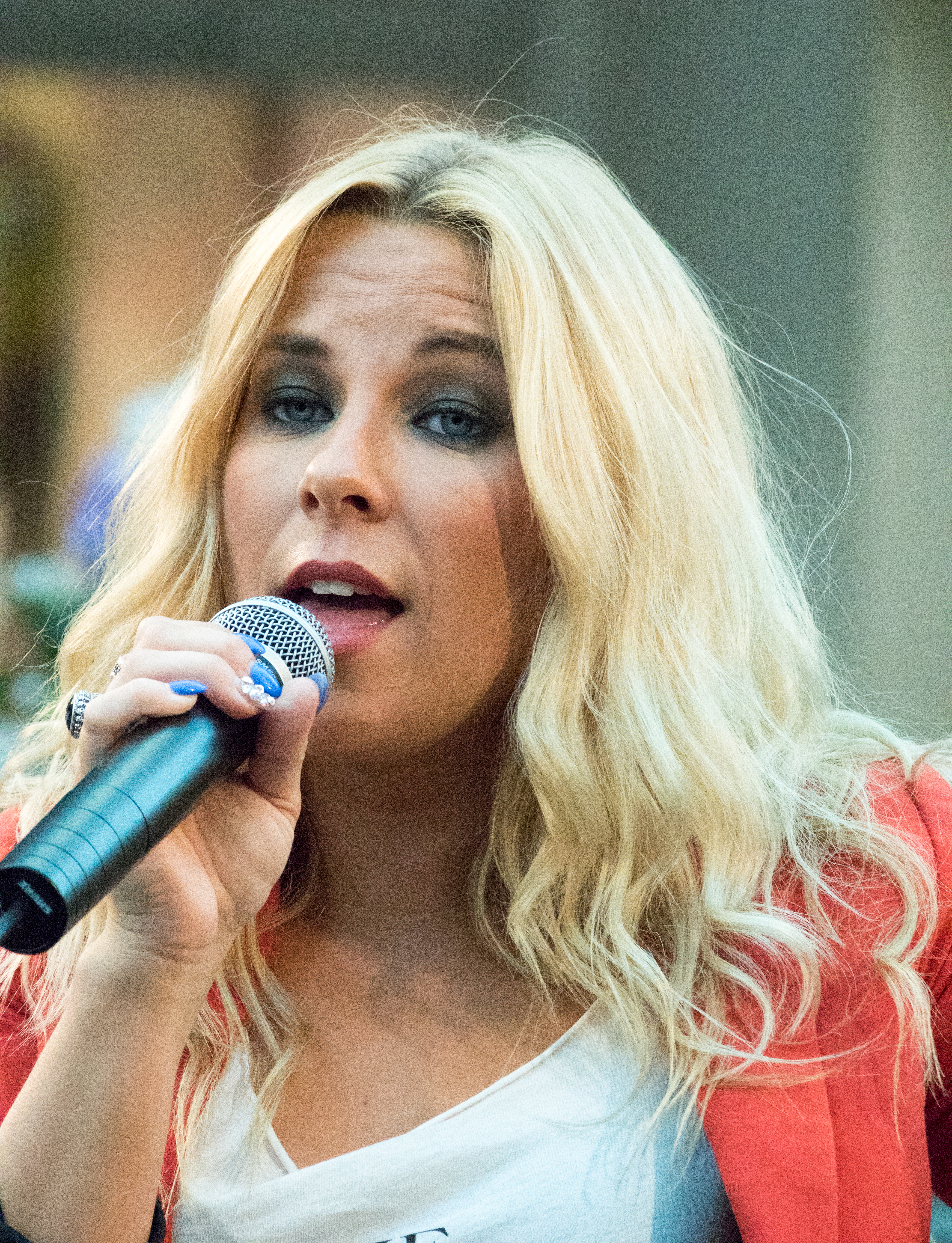
Krista Siegfrids (2015)

Kristin „Krista“ Siegfrids (* 4. Dezember 1985 in Kaskinen) ist eine finnische Sängerin. Mit ihrem Lied Marry Me vertrat sie Finnland beim Eurovision Song Contest 2013.

## Leben
Siegfrids wurde als Finnlandschwedin in Kaskinen, Westfinnland geboren. Ihre Muttersprache ist Schwedisch, sie spricht jedoch fließend Finnisch. Neben ihrer Musikkarriere studierte sie zwei Jahre lang Lehramt in Vaasa, brach das Studium jedoch für ihre Musikkarriere vorzeitig ab.

## Karriere

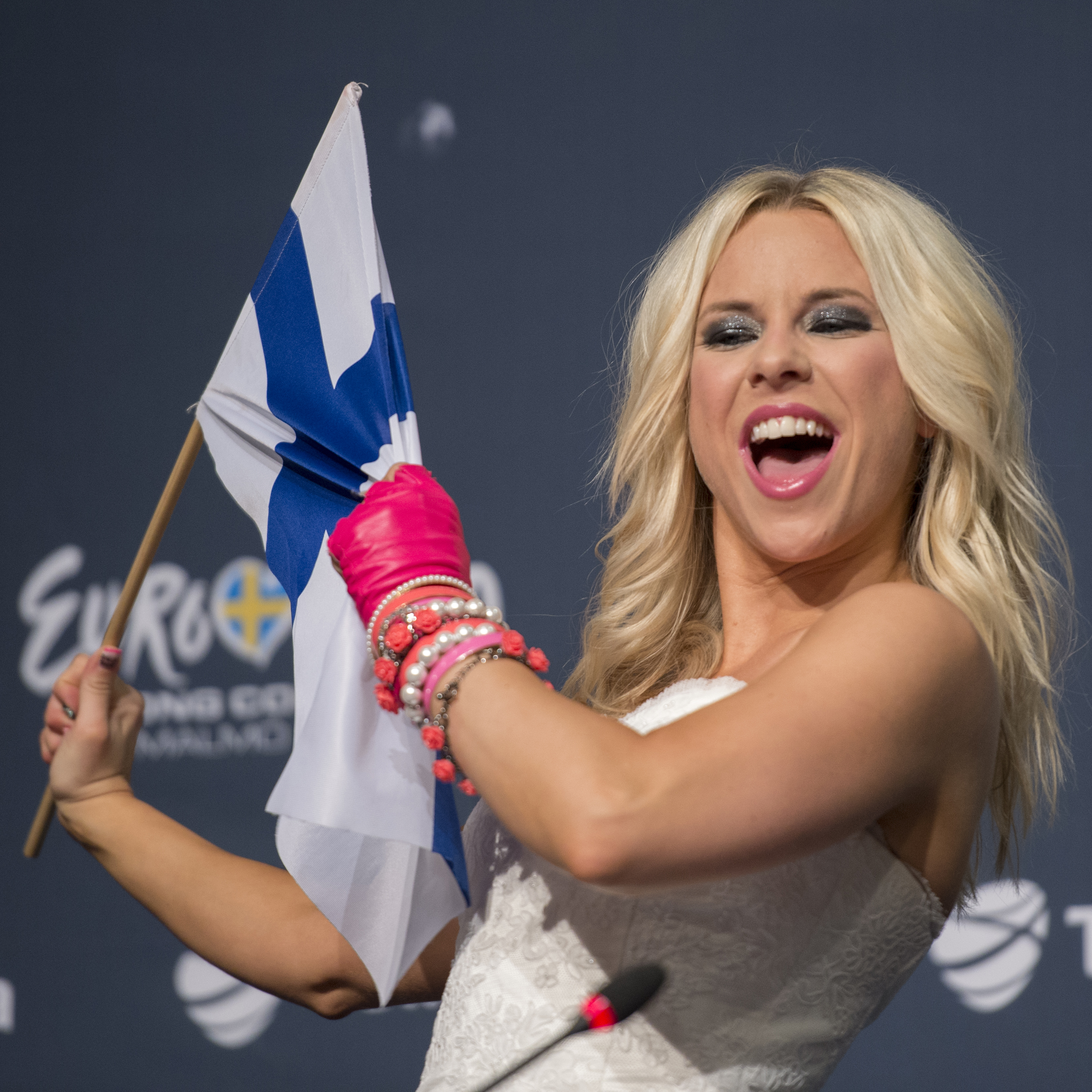
Siegfrids beim Eurovision Song Contest 2013

Siegfrids startet ihre Karriere zusammen mit ihrer Band Daisy Jack im Jahre 2009. Ihre erste Single Perfect Crime wurde im Oktober 2011 veröffentlicht. Von 2009 bis 2010 stand sie für ihre erste Rolle im Musical Play Me im Schwedischen Theater von Helsinki auf der Bühne. Direkt danach wurde sie für das Rockmusical Muskettisoturit (Die drei Musketiere, 2011) im finnischen Peacock Theater in Helsinki gecastet. 2011 nahm Siegfrids an der ersten Staffel der finnischen Version von The Voice teil, wo sie im Halbfinale ausschied.
Siegfrids nahm mit ihrem Lied Marry Me an Uuden Musiikin Kilpailu 2013, dem finnischen Vorentscheid zum Eurovision Song Contest 2013, teil. Sie gewann den Wettbewerb sehr knapp und vertrat Finnland beim ESC 2013 in Malmö. 
Im Halbfinale sorgte Siegfrids für einen Skandal, als sie eine ihrer Tänzerinnen zum Ende ihrer Performance auf den Mund küsste. Als Reaktion auf diesen Kuss weigerte sich der türkische Fernsehsender TRT das Finale auszustrahlen. Auch das chinesische Fernsehen zeigte den Kuss nicht. Im Finale entschied Siegfrids sich trotzdem für einen Kuss und belegte schließlich den 24. von 26 Plätzen.
Nach dem ESC 2013 nahm sie als Coach an der finnischen Ausgabe von The Voice Kids teil. Daneben veröffentlichte sie in Finnland zwei weitere Singles, welche die Titel Amen und Can you See me? tragen. Derweil arbeitet sie an ihrem zweiten Album.
2016 und 2017 nahm Siegfrids am Melodifestivalen, dem schwedischen Vorentscheid zum Eurovision Song Contest, teil, schied dabei aber jeweils im Halbfinale aus.

## Diskografie

### Alben
- 2013: Ding Dong!

### Singles
- 2013: Marry Me
- 2013: Amen
- 2013: Can you See me?
- 2014: Cinderella
- 2015: On & Off
- 2016: Faller
- 2016: Be Real
- 2017: Snurra Min Jord
- 2017: 1995